# Josef Frejka (chemik)
Josef Frejka, křtěný Josef Norbert František (2. prosince 1886 Útěchovice pod Stražištěm – 11. července 1957 Hranice), byl český chemik, zakladatelská osobnost brněnské Přírodovědecké fakulty, ředitel Ústavu organické chemie, děkan v letech 1929–1930 a 1939–1940.

## Život
Pocházel ze lesnické rodiny, jeho otec Josef Frejka byl lesním správcem v Útěchovicích, matka Kateřina, rozená Hájková, pocházela z Červené Řečice. Měl pět sourozenců, mimo jiné bratra Jiřího, divadelního režiséra, nebo Bedřicha, ortopeda.
Maturoval v roce 1905 na klasickém gymnáziu v Praze. Následně studoval biologii a chemii na Filozofické fakultě Univerzity Karlovy, kde v roce 1910 získal doktorát. Poté začal pracovat jako asistent v Ústavu organické chemie. V letech 1919 až 1920 absolvoval studijní pobyt na univerzitě v Ženevě.
Po návratu do Prahy se v roce 1919 habilitoval a o rok později přešel na Přírodovědeckou fakultu Masarykovy univerzity do Brna. Zde působil od roku 1920 jako mimořádný profesor organické chemie, od roku 1927 pak jako řádný profesor. Vybudoval zde a dlouhodobě vedl Ústav anorganické chemie. V letech 1928 až 1929 a 1939 až 1940 byl děkanem fakulty.
Během uzavření českých vysokých škol za druhé světové války pracoval v laboratořích psychiatrické a ortopedické kliniky v Nemocnici u sv. Anny. Po válce přednášel organickou chemii na Přírodovědecké fakultě Univerzity Karlovy v Praze (1945–1951). V roce 1951 se vrátil do Brna, kde byl jmenován profesorem na Chemické fakultě nově založené Vojenské technické akademie Antonína Zápotockého.
Byl aktivním členem Československé společnosti chemické, francouzské Société de Chimie Industrielle či britské Society of Chemical Industry. Ve své vědecké kariéře se zaměřoval na organickou a farmaceutickou chemii a biochemii, mimo jiné na přípravu a analýzu chemického složení pryskyřičných kyselin a výzkum vlivu farmaceutických výrobků na organismus. Aktivně se zabýval také aplikovaným výzkumem a působil jako technický některých chemických podniků.
V roce 1916 se oženil s Marií Hennigerovou z Eberku.